# Krasnîlivka, Kamin-Kașîrskîi
Krasnîlivka (în ucraineană Краснилівка) este un sat în comuna Buzakî din raionul Kamin-Kașîrskîi, regiunea Volînia, Ucraina.

## Demografie
Componența lingvistică a localității Krasnîlivka
     Ucraineană (99,17%)
     Alte limbi (0,84%)
Conform recensământului din 2001, majoritatea populației localității Krasnîlivka era vorbitoare de ucraineană (99,17%), existând în minoritate și vorbitori de alte limbi.